# Dessonornis
Dessonornis — рід горобцеподібних птахів родини мухоловкових (Muscicapidae). Представники роду поширені в Африці.

## Таксономія
Рід Dessonornis був введений у 1836 році британським орнітологом Ендрю Смітом для розміщення одного виду, білогорлого золотокоса, який тому вважається типовим видом. Назва Dessonornis є орфографічною неправильною, і Сміт виправив її на Bessonornis у 1840 році. Назва поєднує давньогрецьке bēssa, що означає «долина» або «лісиста долина», з ornis, що означає «птах». Виправлення орфографії не визнається Міжнародним союзом орнітологів, тому перша назва є валідною.
Види цього роду раніше були поміщені в Cossypha, тоді як філогенетичні дослідження показали, що вони більш тісно пов'язані з Cichladusa і Xenocopsychus.

## Види
Виділяють чотири види:
- Золотокіс білогорлий, Dessonornis humeralis
- Золотокіс садовий, Dessonornis caffer
- Золотокіс рувензорський, Dessonornis archeri
- Золотокіс буробокий, Dessonornis anomalus